# Bogdan Bogdanović (koszykarz)
Bogdan Bogdanović (cyr. Богдан Богдановић, ur. 18 sierpnia 1992) – serbski koszykarz grający na pozycji rzucającego obrońcy, reprezentant Serbii, zawodnik Los Angeles Clippers.

## Kariera
Swój pierwszy profesjonalny kontrakt podpisał we wrześniu 2010 roku z Partizanem Belgrad. Przez pierwsze dwa sezony zawodowstwa pod wodzą Vlady Jovanovicia grał mało. Dopiero, gdy latem 2012 zespół objął Duško Vujošević, 20-letni Bogdanović otrzymywał więcej minut na boisku. W sezonie 2012/13 zadebiutował w Eurolidze, średnio zdobywając 5 punktów i 1,8 zbiórek w sześciu meczach.
Latem 2013 został zaproszony na zgrupowanie reprezentacji, co zaowocowało w zwiększeniu zaufania od trenera Vujoševicia. Bogdanović otrzymał większą rolę w zespole i spędzał więcej minut na parkiecie. W wygranym domowym meczu Euroligi z CSKA Moskwa zdobył 27 punktów, trafiając 10 na 16 rzutów z gry. Krótko po meczu został pochwalony przez selekcjonera reprezentacji Serbii, Aleksandara Đorđevicia, który stwierdził, że Bogdanović jest jednym z najbardziej obiecujących graczy w Europie. W kwietniu 2014 roku razem z klubowym kolegą Joffreyem Lauvergne został wybrany do najlepszej piątki ligi Adriatyckiej. W maju 2014 otrzymał tytuł Wschodzącej Gwiazdy Euroligi. Partizan zakończył sezon wygrywając 13 tytuł mistrzowski z rzędu, pokonując w finałach 3-1 odwiecznych rywali KK Crvena zvezda Belgrad. Bogdanović został wybrany MVP finałów, średnio zdobywając 30,8 punktów, 4,8 zbiórek i 4,2 asyst.
26 czerwca 2014 roku został wybrany z 27 numerem w drafcie NBA przez Phoenix Suns.
11 lipca 2014 podpisał czteroletni kontrakt z tureckim Fenerbahçe Ülker. 7 maja 2015 roku ponownie został laureatem nagrody Wschodzącej Gwiazdy Euroligi i tym samym stał się drugim graczem po Nikoli Miroticiu, który dwukrotnie wygrał tę nagrodę.
13 lipca 2017 zawarł umowę z Sacramento Kings.
24 listopada 2020 podpisał umowę z Atlantą Hawks.
6 lutego 2025 został wytransferowany do Los Angeles Clippers.

## Osiągnięcia
Stan na 13 września 2023, na podstawie, o ile nie zaznaczono inaczej.

### NBA
- MVP Rising Stars Challenge (2018)
- Zaliczony do II składu debiutantów NBA (2018)[16]
- Uczestnik Rising Stars Challenge (2018, 2019)[17]

### Drużynowe
- Mistrz:
  - Euroligi (2017)
  - Ligi Adriatyckiej (2011, 2013)
  - Serbii (2011–2014)
  - Turcji (2016, 2017)
- Wicemistrz Euroligi (2016)
- 4. miejsce w:
  - Eurolidze (2015)
  - Lidze Adriatyckiej (2012, 2014)
- Zdobywca pucharu:
  - Serbii (2011, 2012)
  - Turcji (2016)
  - Prezydenta Turcji (2016)
- Finalista pucharu:
  - Serbii (2013)
  - Turcji (2015)
  - Prezydenta Turcji (2014)

### Indywidualne
- MVP:
  - pucharu Turcji (2016)
  - finałów ligi:
    - serbskiej (2014)
    - tureckiej (2017)

  - 19. kolejki Ligi Adriatyckiej ABA (2013/14)
  - 16. kolejki TOP 16 Euroligi (2014/15)
  - 1. kolejki serbskiej ligi KLS (2012/13)
- Wschodząca Gwiazda Euroligi (2014, 2015)
- Uczestnik meczu gwiazd ligi tureckiej (2016, 2017)
- Zaliczony do I składu:
  - Euroligi (2017)
  - Ligi Adriatyckiej (2014)[18]
  - składu dekady Euroligi 2010–2020 (2020)[19]
- Lider strzelców finałów Euroligi (2017)

### Reprezentacja
Drużynowe
- Wicemistrz:
  - olimpijski (2016)[20]
  - świata (2014, 2023[21])
  - Europy (2017)
  - świata U–19 (2011)
- Uczestnik mistrzostw Europy:
  - 2013 – 7. miejsce, 2015 – 4. miejsce, 2017
  - U–18 (2010 – 4. miejsce)
  - U–20 (2012 – 4. miejsce)

Indywidualne
- Zaliczony do:
  - I składu:
    - mistrzostw świata (2019[22], 2023[23])
    - Eurobasketu (2017)

  - II składu turnieju koszykarskiego igrzysk olimpijskich (2024)[24]